# Solanum swartzianum
Solanum swartzianum är en potatisväxtart som beskrevs av Johann Jakob Roemer och Schult.. Solanum swartzianum ingår i släktet skattor som ingår i familjen potatisväxter. Inga underarter finns listade i Catalogue of Life.